# Dux Telefon och Radiofabriks AB

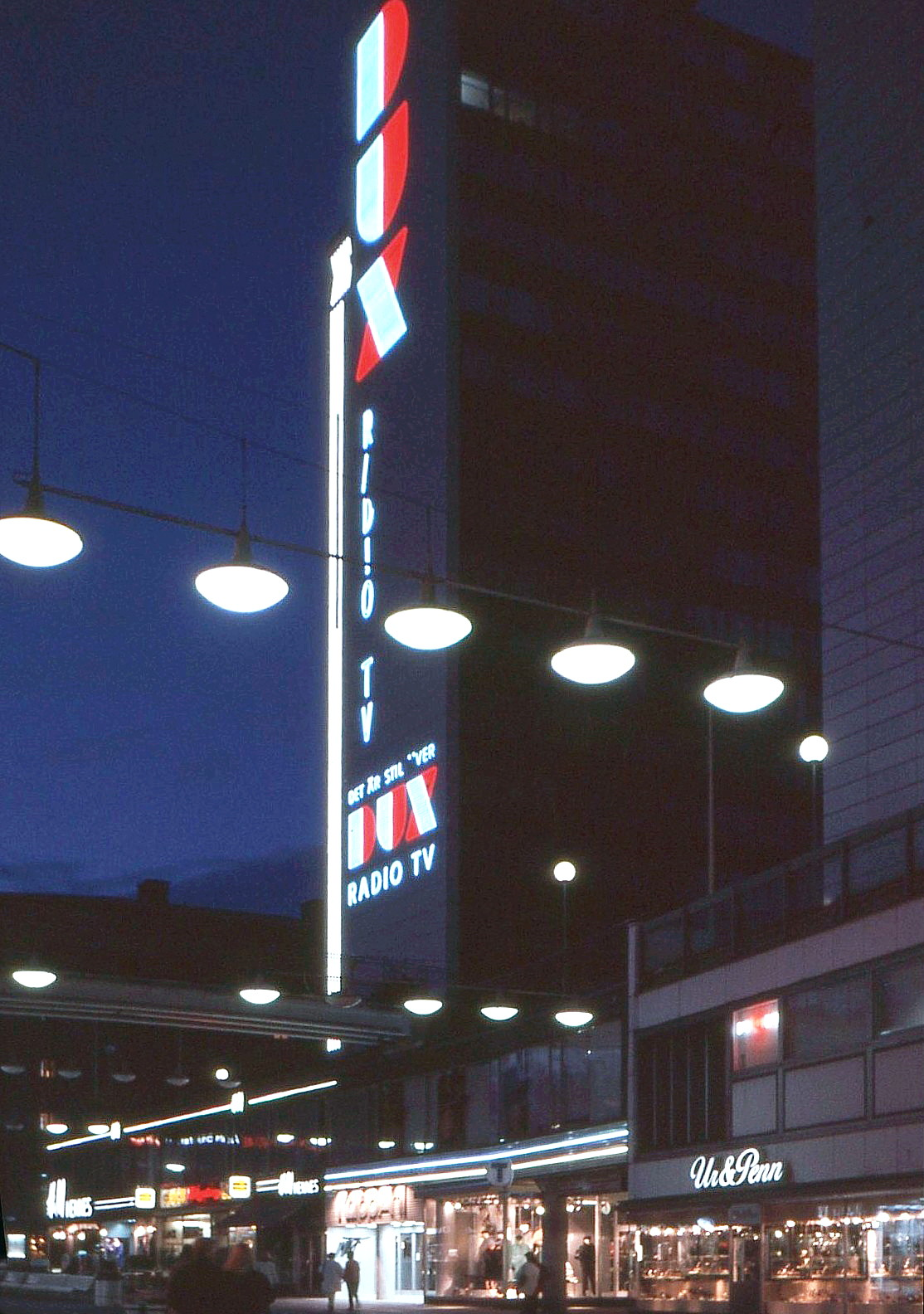
DUX-reklamen i oktober 1986

Dux Radio AB, tidigare Dux Telefon- och Radiofabriks AB, var en svensk tillverkare av telefoner och radioapparater. 

## Historia
Företaget grundades 1926 av Hilding Ljungfeldt på Blekingegatan 61 i Stockholm. Företaget tillverkade kristallmottagare, och blev senare Sveriges största tillverkare av radioapparater. 1934 såldes det till Philips och blev en del av Svenska AB Philips. Från 1940 skedde produktionen av radioapparater och senare TV-apparater i Philips fabrik i Norrköping. Tillverkningen lades ner 1979.